# 高圆圆
高圆圆（1979年10月5日—），出生于北京市，中国大陆女演員和模特兒。1996年因拍摄冰淇淋广告进入广告圈成为模特；2000年悉尼奥运会期间，她拍摄的清嘴含片广告于播出后引起广泛关注，被称作“清嘴女孩”。此后她得到了张扬、王小帅、杜琪峰等导演的青睐，出演多部电影，在电视剧《倚天屠龙记》中出演周芷若亦收获好评。

## 生平

### 清嘴女孩
高圆圆成长在北京市丰台区云岗，还有一个哥哥。1996年的一天，高圆圆与同学到王府井买书，碰到一家广告公司的员工，他介绍高圆圆拍摄了一支冰淇淋的广告，从此之后，高圆圆开始接拍了不少广告和平面宣传画，在广告圈内有了不小名气，其中尤其以2000年悉尼奥运会期间播出的清嘴含片广告而得到广泛注意，被很多媒体和观众冠以“清嘴女孩”的称号。1997年9月，她又因清纯脱俗的高中女生形象被导演张扬看中接拍了电影《爱情麻辣烫》，从而进入了电影圈，同时也和张扬建立了良好的私交。在《爱情麻辣烫》中，高圆圆以清丽单纯的形象而为人所知，接下来在《找不着北》、《准点出击》等电视剧，她都延续了这一形象。不過她並沒有像其它大陸演員一樣報考專業的藝術院校，而是1998年考入中國工運學院（現改名為中國勞動關係學院）經濟管理系公關文秘專業（專升本），毕业论文是关于“屈原与离骚”古代文学研究。

### 成熟蜕变
2003年，随着电视剧《倚天屠龙记》的播出，高圆圆饰演的周芷若成为古装美女的代表。2005年，随着电影《青红》在国内外的播映，高圆圆彻底改变以往在银幕上单一的清纯形象，这部电影也参加了第58届戛纳电影节并获得“评委会奖”。之后与成龙合作拍摄《宝贝计划》，高圆圆本人也开始登上各大国际电影节的红地毯，她多次凭借姣好的身姿和出色的造型赢得众多媒体的关注。电影《男才女貌》中高圆圆的形象依然是清纯可人，但在《第三个人》中她有着颠覆性的表演，只是这部影片未有太大的影响力。

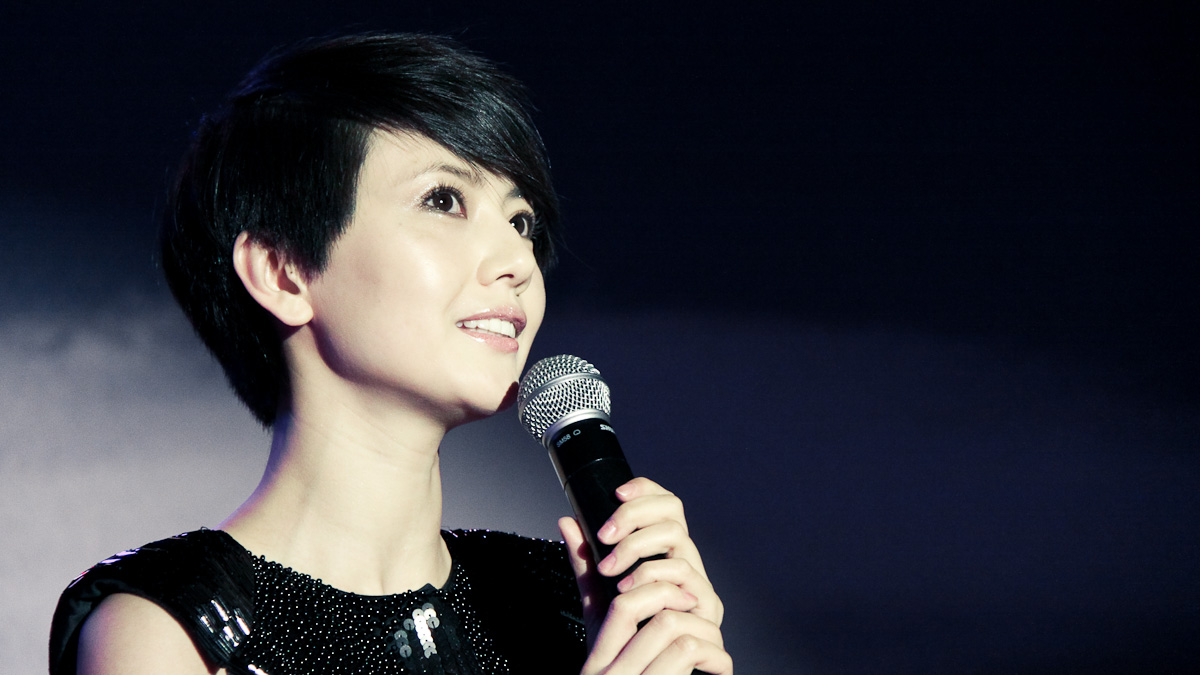
2009年高圆圆于广州车展宝马发布会

2008年-2009年拍摄的电影《南京！南京！》对高圆圆有着很重要的影响，因为长达一年的时间围绕这部令人感到压抑电影，她一度患上抑郁症，而不得不靠郭德纲的相声摆脱抑郁的情绪，她的人生观也因此电影而改变。2009年，她与韩国导演許秦豪合作，出演爱情片《好雨时节》。
2010年她与古天乐和吴彦祖合作，主演了杜琪峰导演的香港浪漫喜剧片《单身男女》，该片让她获得第31届香港电影金像奖最佳女主角提名，此片不仅成为她的代表作之一，她也受到了杜琪峰导演的认同与好感，自此以后她也经常出现在杜琪峰的电影中。在第四十八屆台灣金馬獎的入圍記者會上，金馬獎執委會主席聞天祥透露高圓圓為最佳女主角的遺珠，戰到了最後一刻雖敗給葉德嫻，但演技獲得評審高度肯定。2012年她於陈凯歌电影《搜索》中塑造了一个受到网络伤害而选择自杀的女孩叶蓝秋，这一悲剧角色受到了许多好评。

### 个人生活
自出道以来，高圆圆公开承认的男友有三位：
2000年到2006年，她与音乐人张亚东相恋，后分手。
2009年5月，在媒体拍到与演员于小伟的亲热照后，高圆圆大方承认二人是恋爱关系，2012年2月有传言称二人因聚少离多而分手。
高圓圓和赵又廷因拍攝電影《搜索》相戀。2012年4月初，高圆圆被拍到探班赵又廷《致我们终将逝去的青春》剧组。4月17日，趙又廷於《痞子英雄：全面開戰》北京記者會承認「又圓戀」：「圓圓是一個很好的女人，我很珍惜她，也請大家盡量保護她，不要傷害她。」
2014年6月5日，高圆圆和赵又廷在北京領取結婚證明，正式成為夫妻。2014年11月28日，在台北舉行婚禮。2019年4月8日，宣布懷孕，同年5月20日生下女兒。

## 影视作品

### 电影
| 上映年份 | 电影名                 | 角色           | 备注     |
| 1997年   | 《爱情麻辣烫》之声音篇 | 荷玲           |          |
| 2001年   | 《十七岁的单车》       | 潇潇           |          |
| 2001年   | 《决战芝加哥》         | 祝力強         | 客串     |
| 2002年   | 《开往春天的地铁》     | 天爱           |          |
| 2005年   | 《青红》               | 吴青红         |          |
| 2006年   | 《宝贝计划》           | Melody         |          |
| 2007年   | 《男才女貌》           | 秦小悠         |          |
| 2007年   | 《第三个人》           | 肖可           |          |
| 2008年   | 《左右》               | 幼儿园老师     | 客串     |
| 2009年   | 《南京！南京！》       | 姜淑云         |          |
| 2009年   | 《好雨时节》           | 吴月（May）    |          |
| 2010年   | 《三笑之才子佳人》     | 高小姐         | 客串     |
| 2010年   | 《海洋天堂》           | 大福母亲       | 客串     |
| 2010年   | 《无人驾驶》           | 肖然           |          |
| 2010年   | 《爱出色》             | 高圓圓         | 客串     |
| 2011年   | 《单身男女》           | 程子欣         |          |
| 2012年   | 《高海拔之恋II》       | 丁圓圓         | 友情出演 |
| 2012年   | 《搜索》               | 叶蓝秋         |          |
| 2013年   | 《盲探》               | 丁丁           | 客串     |
| 2014年   | 《一生一世》           | 安然           |          |
| 2014年   | 《單身男女2》          | 程子欣         |          |
| 2015年   | 《咱们结婚吧》         | 葉雯雯         |          |
| 2024年   | 《你想活出怎样的人生》 | 牧久子、牧夏子 | 配音     |
| 2024年   | 《走走停停》           | 馮柳柳         |          |
| 2025年   | 《風林火山》           | 心理醫生       |          |
| 待上映   | 《君子道》             | 鳳驍           |          |
| 待上映   | 《森中有林》           |                |          |

### 电视剧
| 首播年份 | 剧名                             | 角色     | 备注 |
| 1998年   | 《找不着北》                     | 江欣     |      |
| 1998年   | 《实习生的故事》                 | 高飞     |      |
| 1999年   | 《咱老百姓》之《李治的情感》     | 于倩     |      |
| 2000年   | 《准点出击》                     | 黄丽     |      |
| 2002年   | 《护国良相狄仁杰》之《风摧边关》 | 潘玉     |      |
| 2003年   | 《你在微笑我却哭了》             | 沈笑     |      |
| 2003年   | 《倚天屠龙记》                   | 周芷若   |      |
| 2004年   | 《爱与梦飞翔》                   | 红姐     |      |
| 2004年   | 《烟花三月》                     | 沈宛     |      |
| 2004年   | 《海的誓言》                     | 叶雨     |      |
| 2004年   | 《神医侠侣》                     | 琴子     |      |
| 2005年   | 《天下第一》                     | 柳生飘絮 |      |
| 2005年   | 《秦王李世民传奇》               | 杨若惜   |      |
| 2007年   | 《爱无悔》又名《江南第一店》     | 高明月   |      |
| 2009年   | 《大秦帝国之裂变》               | 白雪     |      |
| 2013年   | 《咱們結婚吧》                   | 楊桃     |      |
| 2013年   | 《天龍八部》                     | 李碧云   | 客串 |
| 2021年   | 《光荣与梦想》                   | 宋美齡   |      |
| 2022年   | 《完美伴侣》                     | 陈珊     |      |
| 2025年   | 《绝密较量》                     | 赵亚苧   |      |

### 话剧
- 2007年 《艷遇》饰演：林默默 合演：夏雨等
- 2008年 《哈姆雷特1990》饰演：奥菲利亚 合演：濮存昕、陈瑾、周明汕

### MV
- 《难忘今霄》
- 《步步高》 林依伦、高林生、景岗山
- 《花》 花儿乐队
- 《放学了》 花儿乐队
- 《结果》 花儿乐队
- 《认真》 轮回乐队
- 《没有你》 黑豹乐队
- 《溺爱》 郑均
- 《戏》 严宽
- 《花火》 汪峰
- 《成都》 趙雷

## 广告与代言
- UNIQLO （和黃宗澤合作）
- 北京工商银行
- 玉蘭油
- ACUVUE DEFINE
- 百家国际网络
- 文曲星
- 李宁服饰
- 飞亚达手表
- clean&clean护肤品
- 朗泰口服液
- 海昌隐形眼镜
- 紅星美凱龍
- 玛拉特牛奶
- 尤妙酸奶露
- 荣士达洗衣机
- 吉登佳新桂圆八宝粥
- 美登高冰激凌（高圆圆第一支广告）
- 红牛饮料
- 小护士护肤品
- 实达电脑
- mm巧克力
- 西门子都市情人手机 广告合拍：于小伟
- 养生堂“清嘴含片”
- 衣之纯休闲服饰 广告合拍：古巨基
- 美加净牙膏 广告合拍：罗中旭
- 大型网络游戏《封神榜》
- 彬依奴休闲服饰
- HP笔记本电脑
- 圣峰牙膏
- k-gold金饰
- 海飞丝
- 高丝品牌“兰皙欧”
- 达利园优先乳
- 诗蒂喜糖
- 新京报代言
- 娱乐现场“十年动感 感动十年”代言
- 韩国旅游宣传广告“韩国真是太棒了” 广告合拍：李光洁、宋承宪、朴恩惠、朴海镇
- 伽蓝集团旗下纯植物护肤品牌“雅格丽白”
- 美国大杏仁
- Levi's LADY'S系列
- 苏州艾维克MAX未来形象代言人
- C.banner 千百度品牌女鞋
- 伊利畅轻酸奶饮品
- 潘婷
- 午后奶茶饮品
- 吉列
- 部落冲突游戏

## 公益活动
- 2007年6月 热心参与关心流浪猫公益活动
- 2008年4月 拍摄禁毒公益广告，倡导健康生活方式
- 2008年5月14日 通过中国红十字会总会为汶川地震捐款20万元
- 2008年11月 任公益消除贫困日晚会扶贫爱心大使
- 2008年12月 在“集善嘉年华——北京2008慈善晚会”上为汶川地震肢残儿童募集善款
- 2010年4月16日 通过中国红十字会总会为玉树地震捐款10万元
- 2010年4月28日 “中国慈善排行榜颁奖盛典”中荣登明星慈善榜
- 2010年7月 与著名央视主持人李咏担任中国红十字书库公益形象大使
- 2010年9月25日 出席中国红十字基金会国粹文化公益拍卖晚会，接受了红基会颁发的爱心天使纪念牌
- 2011年5月 高圆圆为义务救助小动物的医院捐款4万元
- 2011年5月23日 高圆圆出席由中华慈善总工会志愿者工作委员会主办的“一心一意”公益创意大赛，并被中华慈善总工会授予“大学生志愿者形象大使”的称号
- 2012年4月 高圆圆奔赴广东梅州蕉岭、松源、兴宁等地看望11位老兵，送上近4万的资助金和慰问品，并将一位孤寡老兵接到广州养老院安享晚年和另一位老人到深圳进行白内障手术
- 2012年5月 高圆圆成为“关爱大龄女童”公益行动的志愿者
- 2013年4月 高圆圆通过壹基金为四川雅安灾区捐款

## 個人獎項及評選
- 2005年 荷兰国际球根花卉中心 中国首届“百合小姐”
- 2006年 影响2006·时尚盛典 十大明星人物
- 2007年 凭借电影《男才女貌》获得第11届电影表演艺术学会奖（金凤凰奖）新人奖
- 2007年 BQ2006年度红人榜 年度人气红人
- 2007年 凭借电影《男才女貌》获得北京电视台影视盛典 最佳电影女主角
- 2008年 新京报 2008年中国最美的50人
- 2009年 星尚大典 偶像先锋人物
- 2009年 MTV超级盛典 最具风格内地影视女演员
- 2009年 BQ2009年度红人榜 年度影响力女演员
- 2015年 第52屆韓國大鐘獎－海外部門最佳女主角獎